# Franz Bender (Maler, 1882)

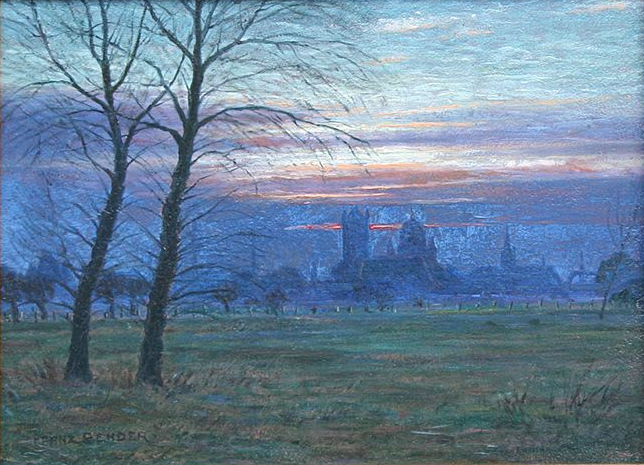
Neuss am Abend

Franz Bender (* 25. Januar 1882 in Oedt bei Kempen, Kreis Viersen; † 13. Januar 1936 in Neuss) war ein deutscher Genre-, Porträt-, Stillleben- und Landschaftsmaler der Düsseldorfer Schule.

## Leben
Franz Bender war als Maler zunächst Autodidakt, ehe er sich ab 1915 durch Privatunterricht bei den Düsseldorfer Akademie-Professoren Wilhelm Döringer und Adolf Münzer schulen ließ. Bender ließ sich in Neuss nieder, wo er Ölbilder und Radierungen schuf. Er gilt als Maler des „alten Neuss“ und der niederrheinischen Landschaft. Sein Nachlass befindet sich im Stadtarchiv Neuss. Die Stadt Neuss ehrte ihn durch Benennung der Franz-Bender-Straße.